# North Hollywood (película)
North Hollywood es una película estadounidense de comedia dramática de 2021 escrita y dirigida por Mikey Alfred y protagonizada por Ryder McLaughlin, Vince Vaughn y Miranda Cosgrove. Está inspirada en la vida de Alfred y su relación con su padre. Alfred comenzó a buscar financiación para producir y dirigir la película en 2018, después de ser coproductor de En los 90 (2018).

## Trama
Michael es un graduado de la escuela secundaria que vive en North Hollywood, California, y sueña con convertirse en un skateboarder profesional. Después de ser notado por dos patinadores profesionales, Michael deja su equipo de waterpolo para centrarse exclusivamente en el skate. Esto genera tensión en la relación de Michael con sus amigos y su padre Oliver. Michael piensa que sus amigos, Jay y Adolf, no se toman el patinaje tan en serio como él y no quiere perder el tiempo con ellos. Por esta razón comienza a patinar cada vez más con patinadores profesionales, lo que aumenta la tensión en sus relaciones. Su padre no ve el patinaje como una carrera realista y quiere que vaya a la universidad y busque un empleo estable. En última instancia, Michael se enfrenta a la decisión entre elegir el futuro que su padre desea o seguir su sueño de convertirse en patinador profesional.

## Reparto
- Ryder McLaughlin como Michael
- Vince Vaughn como Oliver
- Miranda Cosgrove como Rachel
- Nico Hiraga como Jay
- Aramis Hudson como Adolf
- Angus Cloud como Walker
- Tyshawn Jones como Isiah Jordan
- Bob Worrest como Nolan Knox
- Sparkle Tatyana-Marie como amiga de Rachel
- Blake Anderson como guardia de seguridad de la escuela
- Gillian Jacobs como Abigaile
- Sunny Suljic como Clark
- Thomas Barbusca como monaguillo
- Griffin Gluck como Drew
- Nate Hinds como Rubo

## Estreno
La película tuvo su estreno mundial el 26 de marzo de 2021 en el SoFi Stadium de Inglewood, California. Fue el primer evento público del SoFi Stadium. Debido al COVID-19, fue estilo autocine. Se proyectó durante tres noches seguidas.

## Recepción
En el sitio web agregador de reseñas Rotten Tomatoes, el 78 % de las reseñas de 18 críticos son positivas, con una calificación promedio de 6/10.